# Minooka
Minooka är en ort (village) i Grundy County, Kendall County, och  Will County, i delstaten Illinois, USA. Enligt United States Census Bureau har orten en folkmängd på 10 958 invånare (2011) och en landarea på 24,5 km².